# Darkwood (singolo)
Darkwood è un singolo in inglese di Graziano Romani, pubblicato e distribuito il 17 maggio 2008 in occasione del primo raduno ufficiale dei fan del fumetto Zagor, iscritti al "Forum ZTN".
La title track è infatti ispirata alle gesta di Zagor (Darkwood è il luogo in cui si svolgono le sue storie) e riproduce alcune strofe precedentemente apparse in alcuni albi dello "Spirito con la Scure".
Lo stesso Graziano Romani, è iscritto al forum ZTN ed è un grandissimo esperto di Zagor, nonché validissimo collezionista. Dopo il brano Darkwwood tra il forum ZTN e Graziano si è creata una grande collaborazione, sfociata nel gemellaggio tra gli Spiriti Liberi (fan ufficiali di Graziano)ed i forumisti di ZTN: collaborazione che si è concretizzata nell'apertura di una sezione del forum ZTN denominata "Rock & Comics" in cui il binomio musica-fumetti, viene vagliato in ogni suo singolo aspetto.

## Tracce
1. Darkwood – 4:22

## Musicisti

### Formazione
- Graziano Romani - voce; chitarra acustica
- Gabriele "Lele" Cavalli - chitarra acustica

## Informazioni addizionali
- Il singolo è stato stampato in sole 75 copie numerate.
- La prima, la seconda e la quarta strofa del testo sono apparse per la prima volta in due storie di Zagor, rispettivamente, del 1977 (Zagor nr. 197 - "Zagor si scatena") e del 1995 (Zagor Speciale nr. 7 - " La leggenda di Wandering Fitzy"), scritte da Decio Canzio e Moreno Burattini. Nel corso del 2008 Graziano Romani ha composto la terza strofa ed il ritornello, provvedendo poi a musicare il tutto.
- La copertina del CD-Single porta la firma del creatore grafico di Zagor, Gallieno Ferri.